# Бой при Гларусе
 Бой при Гларусе — произошёл 1 октября 1799 года во время Швейцарского похода Суворова. В нём русско-австрийский авангард под командованием фельдмаршала А. В. Суворова, генерала-майора П. И. Багратиона и генерала Ф. фон Ауфенберга, разбил французский отряд бригадного генерала Г. Ж. Ж. Молитора и дивизионного генерала О. Газана, захватив Гларус.

## Перед боем
К 17 (28) сентября двадцатитысячная армия Суворова оказалась заперта в узкой горной долине Муотаталь (устар. «Мутенской долине»). Западный выход из долины перекрывали силы французов из дивизий генералов Мортье и Лекурба под командованием генерала Массены в 15 тысяч человек. Восточный выход удерживали французские части из дивизии генерала Никола де Сульта, под командованием Оноре Газана и Габриэля Молитора, численностью до 10 000 человек в Клёнтальской долине и долине реки Линт. В случае промедления, Массена имел возможность собрать силы в 50 000—60 000 тысяч и раздавить маленькую армию Суворова, которая не имела возможности получить подкрепление. 18 (29) сентября в трапезной женского францисканского монастыря Св. Иосифа в Моутотале собрался военный совет, где Суворов прнял решение прорываться на восток, через перевал Прагель и Клёнтальскую долину, к Гларусу, чтобы соединиться там с корпусом австрийского фельдмаршал-лейтенанта Фридриха барона фон Линкена (нем. Friedrich Freiherr von Linken; 1743—1800). Либо перейти в Граубюнден. Это позволяло вывести армию из окружения и пополнить находящихся на пределе истощения запасы, в расположенных там больших магазинах с провиантом и боеприпасами. Авангард под командованием Багратиона и Ауфенберга, за которым двигались основные силы, должен был перейти перевал Прагель и ударить по французам в Клёнтальской долине и выйти к Гларусу, с тыла их движение прикрывал семитысячный арьергард генерала Розенберга, который должен был отбивать атаки Массены. В течение 18—19 (29—30) сентября авангард под командованием Багратиона и Ауффенберга выбил французские войска Молитора из Клёнтальской долины, а арьергард под командованием Суворова и Розенберга отбил первую атаку Массены в Муотататле долине 19 (30) сентября. В это время основные силы армии спустились в Клёнтальскую долину.

## Ход боя
В ночь с 19 (30) на 20 (1 октября) сентября Суворов прибыл к авангарду Багратиона и Ауфенберга, усилив его до 4000 человек. Французский бригадный генерал Молитор с тремя батальонами занимал сильнейшую оборонительную позицию в восточной части Клёнтальского озера у Зеерюти, возле восточного выхода из Клёнтальской долины перед Гларусом. Ночью часть сил Суворова обошла по горам правый фланг Молитора. Утром, 20 сентября (1 октября), Суворов приказал Багратиону атаковать. Войска французов вели огонь из-за каменой стены, однако комбинированной атакой с фронта и на правй фланг, частями обошедшими французов, Молитор был сбит с позиции и стал отступать к Гларусу.
Войска Суворова безостановочно преследовали французов. Молитор попытался удержаться на позиции в Ридерне и у Гларуса. Однако Суворов новой штыковой атакой нанёс удар в стык оборонительной линии французов и рассёк её надвое. В результате Молитор был выбит из Ридерна и Гларуса. Один французский батальон во главе с Молитором отступили к Нетшталю на север, преследуемый Багратионом. Другие два батальона, преследуемые Суворовым, отступили из Гларуса, перешли реку Линт и сожгли за собой мост, далее отступив на север вдоль восточного берега реки Линт.
Багратион продолжил преследовать Молитора, который пытался обороняться в Нетштале, но был выбит и из него, Багратион занял Нетшталь. Французы сожгли мост у Нетшталя и отступили к Моллису и Нефельсу, последние несколько раз переходили из рук в руки и остались за французами  после того, как генерал Газан привёл на помощь к Молитору ещё два батальона подкреплений . Суворов приказал Багратиону удерживать  Нетшталь. К вечеру генералы Газан и Молитор повели свои войска в атаку на Нетшталь с целью выйти к Гларусу и отбить его у Суворова, Багратион успешно отразил атаку и контр атакой отбросил французов к Моллису.

## Потери
Потери французов составили около 2000 убитых, раненых и пленных, знамёна и орудия. Потери русских и австрийцев около 1500 убитых раненых и пленных.

## Итоги сражения
В результате боя Суворову удалось разбить Молитора и захватить Гларус, что обеспечило выход его армии из окружения в Муотатале. Это открывало перед ним возможность развивать наступление на север, либо отправиться на восток в Граубюнден. Поскольку в Гларусе Суворов не нашёл подкреплений от австрийцев и необходимых припасов, он принял решение направить армию в Грубюнден, где имел возможность поплнить запасы и дать отдых своему войску.

## Последствия
Пока русская армия сосредотачивалась в Гларусе до 21 сентября (4 октября), стороны не предпринимали активных боевых действий, преимущественно из-за нехватки боеприпасов. Эта пауза дала возможность измотанным войскам Суворова отдохнуть и подготовиться к тяжёлому и длительному отступлению по маршруту Гларус — Шванден — Эльм, далее через высокогорный перевал Паникс на Иланц и Верхний Рейн, которым ещё 21 сентября (2 октября) ушли австрийцы под командованием фон Ауфенберга.